# رولاند جيربر (لاعب هوكي الجليد)
رولاند جيربر هو لاعب هوكي الجليد سويسري، ولد في 21 مايو 1984 في سويسرا.

## وصلات خارجية
- رولاند جيربر على موقع EliteProspects.com (الإنجليزية)
- رولاند جيربر على موقع Eurohockey.com (الإنجليزية)
- رولاند جيربر على موقع HockeyDB.com (الإنجليزية)